# Ribolov
Ribolov je aktivnost lova riba. Riječ ribolov se također koristi i za lov na druge životinje koje žive u vodi kao što su razne školjke, rakovi, lignje, sipe, hobotnice, kornjače i druge kralježnjake, jedino se za kitove koristi pojam kitolov. Ribolov je stara i široko rasprostranjena aktivnost s raznim tehnikama i tradicijama, ali i primjenom modernih tehnoloških pomagala.
Razlikujemo sportski i komercijalni ribolov te slatkovodni i morski.

## Športski ribolov na slatkim vodama
Športski ribolov na slatkim vodama regulirano je "Zakonom o slatkovodnom ribarstvu" te "Pravilnikom o športskom ribolovu u slatkovodnom ribarstvu". Navedeni tekstovi Zakona dostupni su na web stranicama "Narodnih novina".
Za obavljanje športskog ili rekreacijskog ribolova na određenom ribolovnom području ribiči kupuju dozvole od ovlaštenika ribolovnog prava koje vrijede samo na ribolovnoj zoni za koju ovlaštenik posjeduje ribolovno pravo. Ako su ovlaštenici zaključili ugovor o recipročnom pravu ribolova na terenima drugog ribolovnog društva, kupnjom dodatne, često jeftinije dozvole moguće je bavljenje športsko-rekreacijskim ribolovom i na ribolovnom području tog društva.
Na području Republike Hrvatske postoji cca 120 ovlaštenika ribolovnog prava, iako je aktivnih športsko-ribolovnih udruga oko 450. Dozvole za ribolov izdaje "Ministarstvo poljoprivrede, ribarstva i ruralnog razvoja" putem ovlaštenika ribolovnog prava.
Dozvole na obavljanje ribolova moguće je kupiti za sljedeća razdoblja:
- jedan dan (dnevna dozvola)
- tekuću kalendarsku godinu (godišnja dozvola)

Popis ovlaštenika ribolovnog prava ribiči mogu lako naći na web stranicama "Hrvatskog športskog ribolovnog saveza".
Najčešće korištena oprema slatkovodnog ribolova uključuje štap s rolom ili koturom te se izvodi s nekoliko standardnih tehnika ribolova: Ribolov na dnu (grunt), ribolov plovkom, spinning (špinanje, varaličarenje) te mušičarenje. Najčešća lovina uključuje sljedeće riblje vrste: šaran, štuka, linjak, pastrva, deverika, som, babuška. Šaran je najpoznatija vrsta koja se lovi na vodama, a i kao pojedinačni sport na natjecanjima.

## Športski ribolov na moru
Sve vrste dozvola za rekreacijski ribolov (dnevne, višednevne i godišnje) mogu se kupiti kod ovlaštenih distributera, odnosno u područnim jedinicama "Ministarstva poljoprivrede, Uprave ribarstva" te putem njihovih web stranica. Napomenimo samo kako godišnje ribolovne dozvole mogu kupiti samo državljani Republike Hrvatske.
Na ove se oblike ribolova također na odgovarajući način primjenjuju odredbe drugih propisa kojima se uređuju ribolovni alati i oprema, obavljanje ribolova te zaštita riba, glavonožaca, rakova i drugih vodenih organizama. Napomenimo da se novim Zakonom o športskom ribolovu na moru, a kao direktiva Europske unije, 01.03.2014. povlače iz upotrebe dozvole za "mali ribolov", osim za posebne socijalno osjetljive kategorije, ali samo do kraja 2014. godine.

### Dopušteni ribolovni alati i oprema
U obavljanju ovog ribolova dozvoljena je upotreba štapa i role. Vlasnici godišnjih dozvola smiju u ribolovu koristiti još i osti (do dva komada), napravu za lov velikog crva (do dva komada) te parangal (s ukupno do 100 udica uz posjedovanje posebne dozvole za ribolov parangalom). Sve vrste dozvola za športski ribolov na moru i dozvole za pridneni parangal športskim ribolovcima prodaje Hrvatski savez za športski ribolov na moru putem svojih članica.
Ribolovac kod ribolova na moru smije obavljati ribolov sljedećim vrstama ribolovnih alata:
1. odmetom, do dva komada, s najviše po tri udice na svakom odmetu;
2. kančenicom, do dva komada, s najviše po pet udica na svakoj kančenici;
3. povlačnim povrazom ili panulom, do dva komada, najviše po deset udica na svakoj panuli,
4. povraz s kukom za lov glavonožaca, do dva komada.

### Tehnike ribolova
Od tehnika ribolova na moru najčešće se koriste sljedeće: panula, povraz (kod ribolova s obale), kanjčenica (kod ribolova s brodice), parangal, spinning, trolling te posebne kategorije podvodni ribolov i Big game fishing. Navedenim tehnikama najčešće se love, od riba: luben, komarča, šarag, ovčica, špar, pic, ušata, zubatac, tuna, te od glavonožaca: lignja, sipa, hobotnica.

## Vanjske poveznice
- Hrvatski športsko ribolovni savez
- Ministarstvo poljoprivrede, Uprava ribarstva
- Ribolov  Arhivirana inačica izvorne stranice od 10. travnja 2014. (Wayback Machine)
- Narodne novine, Zakon o ribolovu
- Pravilnik o ribolovnim alatima i opremi za gospodarski ribolov na moru
- Ribolovni alati i tehnike Hrvatska tehnička enciklopedija, portal hrvatske tehničke baštine. LZMK